# Panposh
Panposh là một thị trấn thống kê (census town) của quận Sundargarh thuộc bang Orissa, Ấn Độ.

## Nhân khẩu
Theo điều tra dân số năm 2001 của Ấn Độ, Panposh có dân số 10.227 người. Phái nam chiếm 51% tổng số dân và phái nữ chiếm 49%. Panposh có tỷ lệ 67% biết đọc biết viết, cao hơn tỷ lệ trung bình toàn quốc là 59,5%: tỷ lệ cho phái nam là 74%, và tỷ lệ cho phái nữ là 61%. Tại Panposh, 12% dân số nhỏ hơn 6 tuổi.